# Babacar Sané
Babacar Sané (Ziguinchor, 19 settembre 2003) è un cestista senegalese.

## Carriera

### Nazionale
Ha partecipato ai campionati africani U18 nel 2020, persi in finale contro il Mali, e al campionato mondiale U19 nel 2021. Ha esordito con la nazionale maggiore durante le qualificazioni al campionato mondiale 2023.